# 노다 사토루
노다 사토루(일본어: 野田 知, 1969년 3월 19일 ~ )는 일본의 전 축구 선수이다.

## 구단 경력
1991년 일본 사커 리그의 닛산 자동차(요코하마 마리노스)에 입단했다. 1995년에 J1리그 우승을 차지했다. 1998년까지 197경기에 출전하여, 10득점을 넣었다. 1999년 아비스파 후쿠오카로 이적했다. 2001년후 J2리그에 강등했다. 2003년 볼카 가고시마로 이적했다. 2004년후 현역 은퇴.

## 국가대표팀 경력
그는 1988년 AFC 아시안컵에 참가할 일본 국가대표 B팀에 발탁되었다.